# Coupe des États-Unis de soccer 2009
Navigation
Lamar Hunt U.S. Open Cup 2008 Lamar Hunt U.S. Open Cup 2010
La Coupe des États-Unis de soccer 2009 est la 96e édition de la Lamar Hunt US Open Cup, la plus ancienne des compétitions dans le soccer américain. C'est un système à élimination directe mettant aux prises des clubs de soccer amateurs, semi-pros et professionnels affiliés à la Fédération des États-Unis de soccer, qui l'organise conjointement avec les ligues locales.
La finale se tient le 2 septembre 2009, après cinq autres tours à élimination directe dans la phase finale mettant aux prises des clubs amateurs et professionnels. Les Rochester Rhinos, les Harrisburg City Islanders et le Charleston Battery sont les seules équipes à triompher contre des franchises de MLS. Le tenant du titre est le DC United, vainqueur en finale du Charleston Battery. Les vainqueurs, les Seattle Sounders FC, remportent leur premier trophée dans cette compétition ainsi qu'une place en Ligue des champions de la CONCACAF 2010-2011.

## Calendrier
| Tour | Nom              | Dates retenues      | Équipes participantes | Équipes gagnantes |
| Entrée de 8 équipes de USASA, 8 équipes de PDL, 8 équipes de USL Second Division et de 8 équipes de USL Premier Division |                  |                     |                       |                   |
| 1 | Premier tour     | 9-10 juin           | 32                    | 16                |
| 2 | Deuxième tour    | 16 juin             | 16                    | 8                 |
| Entrée de 8 équipes de MLS                                                                                               |                  |                     |                       |                   |
| 3 | Troisième tour   | 30 juin-1er juillet | 16                    | 8                 |
| 5 | Quarts de finale | 7 juillet           | 8                     | 4                 |
| 6 | Demi-finales     | 21 juillet          | 4                     | 2                 |
| 7 | Finale           | 2 septembre         | 2                     | 1                 |

## Participants
| Entre au premier tour | Entre au premier tour | Entre au premier tour | Entre au premier tour | Entre au troisième tour |
| USASA/PDL/USL-2/USL-1 8 équipes/8 équipes/8 équipes/8 équipes                                                                                         | USASA/PDL/USL-2/USL-1 8 équipes/8 équipes/8 équipes/8 équipes | USASA/PDL/USL-2/USL-1 8 équipes/8 équipes/8 équipes/8 équipes | USASA/PDL/USL-2/USL-1 8 équipes/8 équipes/8 équipes/8 équipes | MLS 8 équipes |
| USASA - Aegean Hawks - Atlanta FC - Arizona Sahuaros - Emigrantes das Ilhas - Lynch's Irish Pub FC - Milwaukee Bavarians - Sonoma County Sol - 402 FC | Premier Development League - Chicago Fire Premier - El Paso Patriots - Kitsap Pumas - Mississippi Brilla - Ocean City Barons - Orange County Blue Star - Reading Rage - St. Louis Lions | USL Second Division - Charlotte Eagles - Crystal Palace Baltimore - Harrisburg City Islanders - Pittsburgh Riverhounds - Real Maryland Monarchs - Richmond Kickers - Western Mass Pioneers - Wilmington Hammerheads | USL First Division - Austin Aztex FC - Carolina RailHawks - Charleston Battery - Cleveland City Stars - Miami FC - Minnesota Thunder - Portland Timbers - Rochester Rhinos | Major League Soccer - Chicago Fire - Chivas USA - Columbus Crew - DC United - Houston Dynamo - Kansas City Wizards - New England Revolution - Seattle Sounders FC |

Légende :

Major League Soccer (MLS) : Championnat de première division.

USL Premier Division (USL-1): Championnat de deuxième division organisé par la United Soccer Leagues (USL).

USL Second Division (USL-2): Championnat de troisième division organisé par la United Soccer Leagues (USL).

Premier Development League (PDL) : Championnat de quatrième division organisé par la United Soccer Leagues (USL).

United States Adult Soccer Association (USASA) : Organisateur des championnats de divisions inférieures.

### Participants de la MLS
Le Toronto FC étant une franchise canadienne, elle ne dispute pas la Coupe des États-Unis de soccer. Les Seattle Sounders FC, nouveaux arrivants en MLS entrent en demi-finales du tour préliminaire.
| Rang | Équipe                               | Pts | J  | G  | N  | P  | Bp | Bc | Diff |
| ---- | ------------------------------------ | --- | -- | -- | -- | -- | -- | -- | ---- |
| 1    | Crew de Columbus                     | 57  | 30 | 17 | 6  | 7  | 50 | 36 | +14  |
| 2    | Dynamo de Houston                    | 51  | 30 | 13 | 12 | 5  | 45 | 32 | +13  |
| 3    | Fire de Chicago                      | 46  | 30 | 13 | 7  | 10 | 44 | 33 | +11  |
| 4    | Revolution de la Nouvelle-Angleterre | 43  | 30 | 12 | 7  | 11 | 40 | 43 | -3   |
| 5    | Chivas USA                           | 43  | 30 | 12 | 7  | 11 | 40 | 41 | -1   |
| 6    | Wizards de Kansas City               | 42  | 30 | 11 | 9  | 10 | 37 | 39 | -2   |
| 7    | Real Salt Lake                       | 40  | 30 | 10 | 10 | 10 | 40 | 39 | +1   |
| 8    | Red Bulls de New York                | 39  | 30 | 10 | 9  | 11 | 42 | 48 | -6   |
| 9    | Rapids du Colorado                   | 38  | 30 | 11 | 5  | 14 | 44 | 45 | -1   |
| 10   | D.C. United C                        | 37  | 30 | 11 | 4  | 15 | 43 | 51 | -8   |
| 11   | FC Dallas                            | 36  | 30 | 8  | 12 | 10 | 45 | 41 | +4   |
| 12   | Toronto FC                           | 35  | 30 | 9  | 8  | 13 | 34 | 43 | -9   |
| 13   | Galaxy de Los Angeles                | 33  | 30 | 8  | 9  | 13 | 55 | 62 | -7   |
| 14   | Earthquakes de San José              | 33  | 30 | 8  | 9  | 13 | 32 | 38 | -6   |

- Qualification pour le troisième tour de la Coupe des États-Unis de soccer 2009
- Qualification pour les demi-finales du tour préliminaire de la Coupe des États-Unis de soccer 2009

C : Vainqueur de la Coupe des États-Unis de soccer 2008

#### Tableau final
|  | Quarts de finale                                | Quarts de finale                              |                                               |   | Demi-finales                            | Demi-finales                            |  |  | Finale             | Finale             |
|  | Quarts de finale                                | Quarts de finale                              |                                               |   | Demi-finales                            | Demi-finales                            |  |  | Finale             | Finale             |
|  |                                                 |                                               |                                               |   |                                         |                                         |  |  |                    |                    |
|  | 29 avril 2009, Buck Shaw Stadium, Santa Clara   | 29 avril 2009, Buck Shaw Stadium, Santa Clara |                                               |   | 20 mai 2009, RFK Stadium, Washington DC | 20 mai 2009, RFK Stadium, Washington DC |  |  | Équipes qualifiées | Équipes qualifiées |
|  | 29 avril 2009, Buck Shaw Stadium, Santa Clara   | 29 avril 2009, Buck Shaw Stadium, Santa Clara |                                               |   | 20 mai 2009, RFK Stadium, Washington DC | 20 mai 2009, RFK Stadium, Washington DC |  |  | Équipes qualifiées | Équipes qualifiées |
|  | (14) San Jose Earthquakes                       | 1                                             |                                               |   | 20 mai 2009, RFK Stadium, Washington DC | 20 mai 2009, RFK Stadium, Washington DC |  |  | Équipes qualifiées | Équipes qualifiées |
|  | (14) San Jose Earthquakes                       | 1                                             |                                               |   | 20 mai 2009, RFK Stadium, Washington DC | 20 mai 2009, RFK Stadium, Washington DC |  |  | Équipes qualifiées | Équipes qualifiées |
|  | (8) New York Red Bulls                          | 2                                             |                                               |   | 20 mai 2009, RFK Stadium, Washington DC | 20 mai 2009, RFK Stadium, Washington DC |  |  | Équipes qualifiées | Équipes qualifiées |
|  | (8) New York Red Bulls                          | 2                                             | (8) New York Red Bulls                        | 3 |                                         |                                         |  |  | Équipes qualifiées | Équipes qualifiées |
|  | 22 avril 2009, RFK Stadium, Washington DC       |                                               | (8) New York Red Bulls                        | 3 |                                         |                                         |  |  | Équipes qualifiées | Équipes qualifiées |
|  |                                                 | (10) DC United                                | 5                                             |   |                                         |                                         |  |  | Équipes qualifiées | Équipes qualifiées |
|  | (10) DC United                                  | (10) DC United                                | 5                                             | 2 |                                         |                                         |  |  | Équipes qualifiées | Équipes qualifiées |
|  | (10) DC United                                  |                                               |                                               | 2 |                                         |                                         |  |  | Équipes qualifiées | Équipes qualifiées |
|  | (11) FC Dallas                                  | 0                                             |                                               |   |                                         |                                         |  |  | Équipes qualifiées | Équipes qualifiées |
|  | (11) FC Dallas                                  | 0                                             | (10) DC United                                |   |                                         |                                         |  |  |                    |                    |
|  | 7 avril 2009, Home Depot Center, Carson         |                                               |                                               |   |                                         |                                         |  |  |                    |                    |
|  |                                                 | (0) Seattle Sounders FC                       |                                               |   |                                         |                                         |  |  |                    |                    |
|  | (13) Los Angeles Galaxy                         | 0 (2)                                         |                                               |   |                                         |                                         |  |  |                    |                    |
|  | (13) Los Angeles Galaxy                         | 0 (2)                                         | 26 mai 2009, Starfire Sports Complex, Tukwila |   |                                         |                                         |  |  |                    |                    |
|  | (9) Colorado Rapids t.a.b                       | 0 (4)                                         |                                               |   |                                         |                                         |  |  |                    |                    |
|  | (9) Colorado Rapids t.a.b                       | 0 (4)                                         | (9) Colorado Rapids                           | 0 |                                         |                                         |  |  |                    |                    |
|  | 28 avril 2009, Starfire Sports Complex, Tukwila |                                               | (9) Colorado Rapids                           | 0 |                                         |                                         |  |  |                    |                    |
|  |                                                 | (0) Seattle Sounders FC                       | 1                                             |   |                                         |                                         |  |  |                    |                    |
|  | (7) Real Salt Lake                              | (0) Seattle Sounders FC                       | 1                                             | 1 |                                         |                                         |  |  |                    |                    |
|  | (7) Real Salt Lake                              |                                               |                                               | 1 |                                         |                                         |  |  |                    |                    |
|  | (0) Seattle Sounders FC                         | 4                                             |                                               |   |                                         |                                         |  |  |                    |                    |
|  | (0) Seattle Sounders FC                         | 4                                             |                                               |   |                                         |                                         |  |  |                    |                    |

#### Résultats

##### Demi-finales de qualification
| 7 avril 2009 | Los Angeles Galaxy              | 0 - 0 2 - 4 t. a. b. | Colorado Rapids                                    |                                                                           |                                                                           |
| 20h00 UTC-8  |                                 | (0 - 0)              | 36e Dalby                                          | Home Depot Center, Carson Spectateurs : 6 219 Arbitrage : Abiodun Okulaja | Home Depot Center, Carson Spectateurs : 6 219 Arbitrage : Abiodun Okulaja |
| 20h00 UTC-8  | Rapport                         |                      |                                                    | Home Depot Center, Carson Spectateurs : 6 219 Arbitrage : Abiodun Okulaja | Home Depot Center, Carson Spectateurs : 6 219 Arbitrage : Abiodun Okulaja |
| 20h00 UTC-8  | Gordon · Klein · Jordan · Magee | Tirs au but 2 - 4    | Johnson · Beckerman · Findley · Russell · Williams | Home Depot Center, Carson Spectateurs : 6 219 Arbitrage : Abiodun Okulaja | Home Depot Center, Carson Spectateurs : 6 219 Arbitrage : Abiodun Okulaja |

| 22 avril 2009 | DC United               | 2 - 0   | FC Dallas |                                                                          |                                                                          |
| 19h30 UTC-5   | Fred 21e · Barklage 66e | (1 - 0) |           | RFK Stadium, Washington DC Spectateurs : 5 163 Arbitrage : Jeff Gontarek | RFK Stadium, Washington DC Spectateurs : 5 163 Arbitrage : Jeff Gontarek |
| 19h30 UTC-5   | Rapport                 |         |           | RFK Stadium, Washington DC Spectateurs : 5 163 Arbitrage : Jeff Gontarek | RFK Stadium, Washington DC Spectateurs : 5 163 Arbitrage : Jeff Gontarek |

| 28 avril 2009 | Seattle Sounders FC                                      | 4 - 2   | Real Salt Lake |                                                      |                                                      |
| 19h30 UTC-5   | Le Toux 25e · Nyassi 27e · King 52e · Le Toux 54e (pen.) | (2 - 0) | 32e Johnson    | Starfire Sports Complex, Tukwila Spectateurs : 3 890 | Starfire Sports Complex, Tukwila Spectateurs : 3 890 |
| 19h30 UTC-5   | Rapport                                                  |         |                | Starfire Sports Complex, Tukwila Spectateurs : 3 890 | Starfire Sports Complex, Tukwila Spectateurs : 3 890 |

| 29 avril 2009 | San Jose Earthquakes | 1 - 2   | New York Red Bulls      |                                                                                   |                                                                                   |
| 19h30 UTC-8   | Campos 71e           | (0 - 1) | 2e Petke · 80e Wolyniec | Buck Shaw Stadium, Santa Clara Spectateurs : 4 011 Arbitrage : Alejandro Mariscal | Buck Shaw Stadium, Santa Clara Spectateurs : 4 011 Arbitrage : Alejandro Mariscal |

##### Finales de qualification
| 20 mai 2009 | DC United                                                        | 5 - 3   | New York Red Bulls                          |                                                                          |                                                                          |
| 19h00 UTC-5 | Pontius 8e · Khumalo 18e · Barklage 21e · Fred 28e · Pontius 52e | (2 - 0) | 44e Richards · 48e Rojas · 61e (pen.) Rojas | RFK Stadium, Washington DC Spectateurs : 5 056 Arbitrage : Mark Kadlecik | RFK Stadium, Washington DC Spectateurs : 5 056 Arbitrage : Mark Kadlecik |

| 26 mai 2009 | Seattle Sounders FC | 1 - 0   | Colorado Rapids |                                                      |                                                      |
| 19h00 UTC-8 | Forrest 62e         | (0 - 0) |                 | Starfire Sports Complex, Tukwila Spectateurs : 4 007 | Starfire Sports Complex, Tukwila Spectateurs : 4 007 |
| 19h00 UTC-8 | Rapport             |         |                 | Starfire Sports Complex, Tukwila Spectateurs : 4 007 | Starfire Sports Complex, Tukwila Spectateurs : 4 007 |

## Résultats

### Premier tour
| Date    | Division | Club                      | Score            | Club                     | Division |
| ------- | -------- | ------------------------- | ---------------- | ------------------------ | -------- |
| 9 juin  | (PDL)    | Orange County Blue Star   | 2-5              | Sonoma County Sol        | (USASA)  |
| 9 juin  | (PDL)    | Chicago Fire Premier      | 3-1              | Milwaukee Bavarians      | (USASA)  |
| 9 juin  | (USL-2)  | Wilmington Hammerheads    | 2-0              | Charlotte Eagles         | (USL-2)  |
| 9 juin  | (USL-2)  | Western Mass Pioneers     | 3-2 a. p.        | Emigrantes das Ilhas     | (USASA)  |
| 9 juin  | (USL-1)  | Rochester Rhinos          | 1-1 (4-2 t.a.b.) | Pittsburgh Riverhounds   | (USL-2)  |
| 9 juin  | (USL-1)  | Carolina RailHawks        | 2-1              | Richmond Kickers         | (USL-2)  |
| 9 juin  | (USL-1)  | Cleveland City Stars      | 3-0              | St. Louis Lions          | (PDL)    |
| 9 juin  | (USL-1)  | Minnesota Thunder         | 3-2              | 402 FC                   | (USASA)  |
| 9 juin  | (USL-2)  | Harrisburg City Islanders | 4-1              | Reading Rage             | (PDL)    |
| 9 juin  | (USL-1)  | Charleston Battery        | 2-0              | Atlanta FC               | (USASA)  |
| 9 juin  | (USL-1)  | Miami FC                  | 2-1              | Lynch's Irish Pub FC     | (USASA)  |
| 9 juin  | (USL-1)  | Austin Aztex FC           | 2-0              | Mississippi Brilla       | (PDL)    |
| 9 juin  | (PDL)    | El Paso Patriots          | 2-1              | Arizona Sahuaros         | (USASA)  |
| 9 juin  | (PDL)    | Kitsap Pumas              | 0-3              | Portland Timbers         | (USL-1)  |
| 10 juin | (USL-2)  | Real Maryland Monarchs    | 1-0              | Aegean Hawks             | (USASA)  |
| 10 juin | (PDL)    | Ocean City Barons         | 3-0              | Crystal Palace Baltimore | (USL-2)  |

### Deuxième tour
| Date    | Division | Club                      | Score            | Club                   | Division |
| ------- | -------- | ------------------------- | ---------------- | ---------------------- | -------- |
| 16 juin | (PDL)    | Ocean City Barons         | 1-0 a. p.        | Real Maryland Monarchs | (USL-2)  |
| 16 juin | (USL-1)  | Carolina RailHawks        | 3-3 (3-4 t.a.b.) | Wilmington Hammerheads | (USL-2)  |
| 16 juin | (USL-1)  | Rochester Rhinos          | 2-1 a. p.        | Cleveland City Stars   | (USL-1)  |
| 16 juin | (USL-2)  | Harrisburg City Islanders | 0-0 (4-3 t.a.b.) | Western Mass Pioneers  | (USL-2)  |
| 16 juin | (USL-1)  | Miami FC                  | 0-1              | Charleston Battery     | (USL-1)  |
| 16 juin | (USL-1)  | Minnesota Thunder         | 4-0              | Chicago Fire Premier   | (PDL)    |
| 16 juin | (USL-1)  | Austin Aztex FC           | 2-0              | El Paso Patriots       | (PDL)    |
| 16 juin | (USASA)  | Sonoma County Sol         | 0-3              | Portland Timbers       | (USL-1)  |

### Troisième tour
| Date        | Division | Club                   | Score            | Club                      | Division |
| ----------- | -------- | ---------------------- | ---------------- | ------------------------- | -------- |
| 30 juin     | (MLS)    | New England Revolution | 1-2 a. p.        | Harrisburg City Islanders | (USL-2)  |
| 30 juin     | (USL-2)  | Wilmington Hammerheads | 1-0              | Chicago Fire              | (MLS)    |
| 30 juin     | (USL-1)  | Rochester Rhinos       | 4-4 (5-3 t.a.b.) | Columbus Crew             | (MLS)    |
| 30 juin     | (MLS)    | DC United              | 2-0              | Ocean City Barons         | (PDL)    |
| 30 juin     | (USL-1)  | Charleston Battery     | 3-1              | Chivas USA                | (MLS)    |
| 30 juin     | (USL-1)  | Minnesota Thunder      | 3-3 (2-4 t.a.b.) | Kansas City Wizards       | (MLS)    |
| 1er juillet | (USL-1)  | Austin Aztex FC        | 0-2              | Houston Dynamo            | (MLS)    |
| 1er juillet | (USL-1)  | Portland Timbers       | 1-2              | Seattle Sounders FC       | (MLS)    |

### Quarts de finale
| 7 juillet 2009 | Rochester Rhinos                     | 2 - 1 | Wilmington Hammerheads |                                                                                       |                                                                                       |
|                | Atieno 54e · Taiwo Atieno 67e (pen.) |       | 72e Watson             | Marina Auto Stadium, Rochester, New York Spectateurs : 3 598 Arbitrage : Niko Bratsis | Marina Auto Stadium, Rochester, New York Spectateurs : 3 598 Arbitrage : Niko Bratsis |
|                | Rapport                              |       |                        | Marina Auto Stadium, Rochester, New York Spectateurs : 3 598 Arbitrage : Niko Bratsis | Marina Auto Stadium, Rochester, New York Spectateurs : 3 598 Arbitrage : Niko Bratsis |

| 7 juillet 2009 | DC United                 | 2 - 1 | Harrisburg City Islanders |                                                                                 |                                                                                 |
|                | Khumalo 8e · Jacobson 18e |       | 49e Oduor · 64e Paterson  | Maryland SoccerPlex, Boyds, Maryland Spectateurs : 2 137 Arbitrage : Lee Suckle | Maryland SoccerPlex, Boyds, Maryland Spectateurs : 2 137 Arbitrage : Lee Suckle |
|                | Rapport                   |       |                           | Maryland SoccerPlex, Boyds, Maryland Spectateurs : 2 137 Arbitrage : Lee Suckle | Maryland SoccerPlex, Boyds, Maryland Spectateurs : 2 137 Arbitrage : Lee Suckle |

| 7 juillet 2009 | Charleston Battery | 2 - 0 | Houston Dynamo                                      |                                                                                           |                                                                                           |
|                |                    |       | 16e Cameron · 47e Boswell · 52e Oduro · 73e Cameron | Blackbaud Stadium, Charleston, Caroline du Sud Spectateurs : 2 473 Arbitrage : Tony Russo | Blackbaud Stadium, Charleston, Caroline du Sud Spectateurs : 2 473 Arbitrage : Tony Russo |

| 7 juillet 2009 | Seattle Sounders FC | 1 - 0 | Kansas City Wizards |                                                                                            |                                                                                            |
|                | Le Toux 89e (pen.)  |       | 76e 90+3e Hirsig    | Starfire Sports Complex, Tukwila, Washington Spectateurs : 4 352 Arbitrage : Abbey Okulaja | Starfire Sports Complex, Tukwila, Washington Spectateurs : 4 352 Arbitrage : Abbey Okulaja |
|                | Rapport             |       |                     | Starfire Sports Complex, Tukwila, Washington Spectateurs : 4 352 Arbitrage : Abbey Okulaja | Starfire Sports Complex, Tukwila, Washington Spectateurs : 4 352 Arbitrage : Abbey Okulaja |

### Demi-finale
| 21 juillet 2009 | DC United                       | 2 - 1 | Rochester Rhinos |                                                                                    |                                                                                    |
|                 | Moreno 41e (pen.) · Khumalo 83e |       | 68e Atieno       | Maryland SoccerPlex, Boyds, Maryland Spectateurs : 2 457 Arbitrage : Abbey Okulaja | Maryland SoccerPlex, Boyds, Maryland Spectateurs : 2 457 Arbitrage : Abbey Okulaja |

| 21 juillet 2009 | Seattle Sounders FC                     | 2 – 1 a. p. | Houston Dynamo | | |
|                 | Jaqua 89e · Hurtado 67e 110e · King 94e |             | 32e Akinbiyi   | Starfire Sports Complex, Tukwila, État de Washington Spectateurs : 4 895 Arbitrage : Edvin Jurisevic | Starfire Sports Complex, Tukwila, État de Washington Spectateurs : 4 895 Arbitrage : Edvin Jurisevic |

### Finale
| 2 septembre 2009 | DC United             | 1 - 2 | Seattle Sounders FC        |                                                                       |                                                                       |
|                  | Wicks 69e · Simms 89e |       | 67e Montero · 86e Levesque | RFK Stadium, Washington DC Spectateurs : 17 329 Arbitrage : Alex Prus | RFK Stadium, Washington DC Spectateurs : 17 329 Arbitrage : Alex Prus |
|                  | Rapport               |       |                            | RFK Stadium, Washington DC Spectateurs : 17 329 Arbitrage : Alex Prus | RFK Stadium, Washington DC Spectateurs : 17 329 Arbitrage : Alex Prus |

| Vainqueur de l'US Open Cup 2009 Seattle Sounders FC 1er titre |

## Tableau final
|  | Quarts de finale          | Quarts de finale                                  |                     |         | Demi-finales                                | Demi-finales                                |  |  | Finale                                       | Finale                                       |
|  | Quarts de finale          | Quarts de finale                                  |                     |         | Demi-finales                                | Demi-finales                                |  |  | Finale                                       | Finale                                       |
|  |                           |                                                   |                     |         |                                             |                                             |  |  |                                              |                                              |
|  | 7 juillet 2009            | 7 juillet 2009                                    |                     |         | 21 juillet 2009, RFK Stadium, Washington DC | 21 juillet 2009, RFK Stadium, Washington DC |  |  | 2 septembre 2009, RFK Stadium, Washington DC | 2 septembre 2009, RFK Stadium, Washington DC |
|  | 7 juillet 2009            | 7 juillet 2009                                    |                     |         | 21 juillet 2009, RFK Stadium, Washington DC | 21 juillet 2009, RFK Stadium, Washington DC |  |  | 2 septembre 2009, RFK Stadium, Washington DC | 2 septembre 2009, RFK Stadium, Washington DC |
|  | DC United                 | 2                                                 |                     |         | 21 juillet 2009, RFK Stadium, Washington DC | 21 juillet 2009, RFK Stadium, Washington DC |  |  | 2 septembre 2009, RFK Stadium, Washington DC | 2 septembre 2009, RFK Stadium, Washington DC |
|  | DC United                 | 2                                                 |                     |         | 21 juillet 2009, RFK Stadium, Washington DC | 21 juillet 2009, RFK Stadium, Washington DC |  |  | 2 septembre 2009, RFK Stadium, Washington DC | 2 septembre 2009, RFK Stadium, Washington DC |
|  | Harrisburg City Islanders | 1                                                 |                     |         | 21 juillet 2009, RFK Stadium, Washington DC | 21 juillet 2009, RFK Stadium, Washington DC |  |  | 2 septembre 2009, RFK Stadium, Washington DC | 2 septembre 2009, RFK Stadium, Washington DC |
|  | Harrisburg City Islanders | 1                                                 | DC United           | 2       |                                             |                                             |  |  | 2 septembre 2009, RFK Stadium, Washington DC | 2 septembre 2009, RFK Stadium, Washington DC |
|  | 7 juillet 2009            |                                                   | DC United           | 2       |                                             |                                             |  |  | 2 septembre 2009, RFK Stadium, Washington DC | 2 septembre 2009, RFK Stadium, Washington DC |
|  |                           | Rochester Rhinos                                  | 1                   |         |                                             |                                             |  |  | 2 septembre 2009, RFK Stadium, Washington DC | 2 septembre 2009, RFK Stadium, Washington DC |
|  | Rochester Rhinos          | Rochester Rhinos                                  | 1                   | 2       |                                             |                                             |  |  | 2 septembre 2009, RFK Stadium, Washington DC | 2 septembre 2009, RFK Stadium, Washington DC |
|  | Rochester Rhinos          |                                                   |                     | 2       |                                             |                                             |  |  | 2 septembre 2009, RFK Stadium, Washington DC | 2 septembre 2009, RFK Stadium, Washington DC |
|  | Wilmington Hammerheads    | 1                                                 |                     |         |                                             |                                             |  |  | 2 septembre 2009, RFK Stadium, Washington DC | 2 septembre 2009, RFK Stadium, Washington DC |
|  | Wilmington Hammerheads    | 1                                                 | DC United           | 1       |                                             |                                             |  |  |                                              |                                              |
|  | 7 juillet 2009            |                                                   | DC United           | 1       |                                             |                                             |  |  |                                              |                                              |
|  |                           | Seattle Sounders FC                               | 2                   |         |                                             |                                             |  |  |                                              |                                              |
|  | Seattle Sounders FC       | Seattle Sounders FC                               | 2                   | 1       |                                             |                                             |  |  |                                              |                                              |
|  | Seattle Sounders FC       | 21 juillet 2009, Starfire Sports Complex, Tukwila |                     | 1       |                                             |                                             |  |  |                                              |                                              |
|  | Kansas City Wizards       | 0                                                 |                     |         |                                             |                                             |  |  |                                              |                                              |
|  | Kansas City Wizards       | 0                                                 | Seattle Sounders FC | 2 a. p. |                                             |                                             |  |  |                                              |                                              |
|  | 7 juillet 2009            |                                                   | Seattle Sounders FC | 2 a. p. |                                             |                                             |  |  |                                              |                                              |
|  |                           | Houston Dynamo                                    | 1                   |         |                                             |                                             |  |  |                                              |                                              |
|  | Charleston Battery        | Houston Dynamo                                    | 1                   | 0       |                                             |                                             |  |  |                                              |                                              |
|  | Charleston Battery        |                                                   |                     | 0       |                                             |                                             |  |  |                                              |                                              |
|  | Houston Dynamo            | 4                                                 |                     |         |                                             |                                             |  |  |                                              |                                              |
|  | Houston Dynamo            | 4                                                 |                     |         |                                             |                                             |  |  |                                              |                                              |

### Nombre d'équipes par division et par tour
| Divisions / Manches  | Premier tour  | Deuxième tour | Troisième tour | Quarts de finale | Demi- finales | Finale |
| -------------------- | ------------- | ------------- | -------------- | ---------------- | ------------- | ------ |
| MLS (D1) 8 équipes   | non présentes | non présentes | 8              | 4                | 3             | 2      |
| USL-1 (D2) 8 équipes | 8             | 8             | 5              | 2                | 1             | Aucune |
| USL-2 (D3) 8 équipes | 8             | 4             | 2              | 2                | Aucune        | Aucune |
| PDL (D4) 8 équipes   | 8             | 3             | 1              | Aucune           | Aucune        | Aucune |
| USASA 8 équipes      | 8             | 1             | Aucune         | Aucune           | Aucune        | Aucune |
| Total                | 32            | 16            | 16             | 8                | 4             | 2      |